# Heckler & Koch P11
La Heckler & Koch P11 es una pistola subacuática diseñada por Heckler & Koch.

## Diseño
Ya que las balas comunes son imprecisas y tienen un alcance muy corto al ser disparadas bajo el agua, esta pistola dispara dardos de acero de unos 10 cm de longitud. Tiene cinco cañones, cada uno de estos cargado con un cartucho, haciendo que se parezca a un pimentero y es percutido eléctricamente con una batería insertada en su empuñadura. Luego de disparar los cinco cartuchos, el conjunto de cañones debe ser enviado a su fabricante para su recarga. Es muy parecida a su predecesora, la pistola defensiva subacuática Mk 1. En el pasado, Heckler & Koch negó tener conocimiento de su existencia.
Esta pistola es algo más voluminosa que su contraparte soviética, la SPP-1, pero tiene cinco cañones en lugar de los cuatro de la pistola soviética. La SPP-1 no necesita ser enviada a su fabricante para ser recargada.

## Usuarios
- Alemania: Buzos militares alemanes.[4]
- Dinamarca[5]
- España: Unidad de Intervención Especial
- Estados Unidos: Se han suministrado 100 unidades a los miembros de las fuerzas de Operaciones Especiales.[6]
- Francia[5]
- Israel[5]
- Italia: Comando Raggruppamento Subacquei e Incursori Teseo Tesei de la Marina Militare.[5]
- Noruega[5]
- Países Bajos[5]
- Reino Unido: Special Boat Service de la Royal Navy.[7]

## Galería

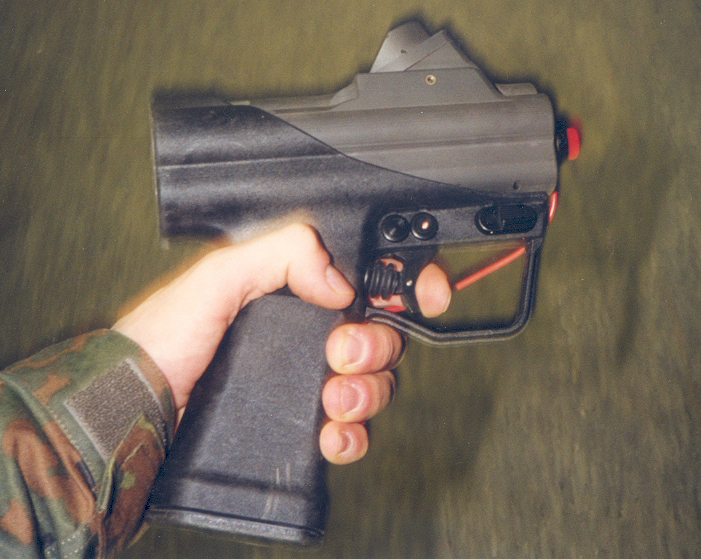
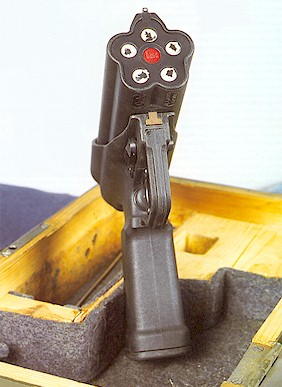
Vista de frente de la P11